# Lista miast w województwie kujawsko-pomorskim
W województwie kujawsko-pomorskim znajduje się 56 miast o łącznej populacji 1 161 069 osób, co stanowi ok. 58% całej ludności województwa (30 czerwca 2023).
Największym miastem w województwie jest Bydgoszcz zamieszkiwana przez 328 370 osób. Populacja Bydgoszczy stanowi ok. 28% ludności miejskiej województwa. Ponadto w województwie zlokalizowane są jeszcze dwa miasta o populacji większej niż 100 tys. mieszkańców: Toruń i Włocławek. W województwie znajduje się łącznie 19 miast powiatowych, w tym cztery miasta na prawach powiatu: Bydgoszcz, Grudziądz, Toruń i Włocławek. W tych czterech miastach zamieszkuje łącznie ok. 36% populacji kujawsko-pomorskiego. Najmniejszym miastem powiatowym jest Radziejów z populacją 5081 osób, a największym miastem niebędącym siedzibą powiatu jest Solec Kujawski zamieszkiwany przez 16 397 osób. Najmniejszą liczbę ludności ma Lubień Kujawski – 1332 osoby.
Największą powierzchnią zajmuje Bydgoszcz – 175,96 km², zaś najmniejszą Radzyń Chełmiński – 1,78 km². Łącznie powierzchnia obszarów miejskich w województwie wynosi 846,74 km², czyli ok. 4,71% jego powierzchni. Jednocześnie największą gęstość zaludnienia na poziomie ok. 2238,69 os./km² ma Inowrocław, zaś najmniejszą gęstością cechuje się Nieszawa – 179,43 os./km².
Najwięcej – sześć miast, znajduje się w powiecie włocławskim: Chodecz, Brześć Kujawski, Izbica Kujawska, Kowal, Lubień Kujawski i Lubraniec, zaś tylko po jednym mieście znajduje się w powiatach chełmińskim, rypińskim, toruńskim, tucholskim i wąbrzeskim.
| Rozmieszczenie miast na mapie województwa kujawsko-pomorskiego |
| --- |
| BydgoszczToruńWłocławekGrudziądzInowrocławBrodnicaŚwiecieChełmnoNakło nad NoteciąRypinSolec KujawskiChełmżaLipnoŻninTucholaWąbrzeźnoAleksandrów KujawskiGolub-DobrzyńMogilnoKoronowoCiechocinekSzubinKruszwicaSępólno KrajeńskieJanikowoBarcinGniewkowoWięcborkNoweStrzelnoPakośćRadziejówBrześć KujawskiŁabiszynKcyniaPiotrków KujawskiMroczaKowalewo PomorskieJanowiec WielkopolskiJabłonowo PomorskieSkępeKowalŁasinLubraniecPruszczIzbica KujawskaKamień KrajeńskiDobrzyń nad WisłąRadzyń ChełmińskiNieszawaChodeczGąsawaLubień KujawskiBobrownikiKikółGórzno Miasta według populacji: · – powyżej 100 tys.; – od 50 do 100 tys.; – od 20 do 50 tys.; – od 10 do 20 tys.; – od 5 do 10 tys.; – poniżej 5 tys. |

W tabeli przedstawiono wszystkie miasta województwa kujawsko-pomorskiego uszeregowane według liczby ludności. Informacje dotyczące liczby ludności podano na podstawie danych Głównego Urzędu Statystycznego według stanu na dzień 30 czerwca 2023. Nazwy miast powiatowych pogrubiono, a nazwy miast na prawach powiatu dodatkowo zapisano kursywą. Nazwiska włodarzy miast, posługujących się tytułem prezydenta miasta zapisano kursywą.
| #   | Herb | Nazwa                 | Powiat              | Liczba ludności (30 czerwca 2023) | Powierzchnia [km²] | Gęstość zaludnienia [os./km²] | Burmistrz/Prezydent    | Współrzędne                                   |
| --- | ---- | --------------------- | ------------------- | --------------------------------- | ------------------ | ----------------------------- | ---------------------- | --------------------------------------------- |
| 1.  |      | Bydgoszcz             | Bydgoszcz           | 328 370                           | 175,96             | 1866                          | Rafał Bruski           | 53°07′30″N 18°00′40″E/53,125000 18,011111     |
| 2.  |      | Toruń                 | Toruń               | 195 263                           | 115,72             | 1687                          | Paweł Gulewski         | 53°01′20″N 18°36′40″E/53,022222 18,611111     |
| 3.  |      | Włocławek             | Włocławek           | 101 450                           | 85,09              | 1192                          | Krzysztof Kukucki      | 52°39′39″N 19°04′07″E/52,660833 19,068611     |
| 4.  |      | Grudziądz             | Grudziądz           | 89 081                            | 57,76              | 1542                          | Maciej Glamowski       | 53°29′13″N 18°45′25″E/53,486944 18,756944     |
| 5.  |      | Inowrocław            | inowrocławski       | 67 745                            | 30,42              | 2227                          | Ryszard Brejza         | 52°47′45″N 18°15′40″E/52,795833 18,261111     |
| 6.  |      | Brodnica              | brodnicki           | 28 370                            | 23,15              | 1225                          | Jarosław Radacz        | 53°15′35″N 19°23′44″E/53,259722 19,395556     |
| 7.  |      | Świecie               | świecki             | 24 896                            | 16,50              | 1509                          | Krzysztof Kułakowski   | 53°24′30″N 18°26′45″E/53,408333 18,445833     |
| 8.  |      | Chełmno               | chełmiński          | 18 228                            | 13,56              | 1344                          | Artur Mikiewicz        | 53°20′57″N 18°25′22″E/53,349167 18,422778     |
| 9.  |      | Nakło nad Notecią     | nakielski           | 17 062                            | 10,82              | 1577                          | Sławomir Napierała     | 53°08′20″N 17°35′58″E/53,138889 17,599444     |
| 10. |      | Rypin                 | rypiński            | 15 466                            | 10,96              | 1411                          | Paweł Grzybowski       | 53°04′01″N 19°24′25″E/53,066944 19,406944     |
| 11. |      | Solec Kujawski        | bydgoski            | 15 290                            | 18,68              | 819                           | Adam Michalak          | 53°04′50″N 18°13′20″E/53,080556 18,222222     |
| 12. |      | Chełmża               | toruński            | 13 767                            | 7,84               | 1756                          | Jerzy Czerwiński       | 53°11′12″N 18°36′13″E/53,186667 18,603611     |
| 13. |      | Lipno                 | lipnowski           | 13 409                            | 11,00              | 1219                          | Paweł Banasik          | 52°50′55″N 19°10′50″E/52,848611 19,180556     |
| 14. |      | Żnin                  | żniński             | 13 124                            | 8,35               | 1572                          | Robert Luchowski       | 52°50′58″N 17°43′10″E/52,849444 17,719444     |
| 15. |      | Tuchola               | tucholski           | 13 044                            | 17,69              | 737                           | Tadeusz Kowalski       | 53°35′14″N 17°51′40″E/53,587222 17,861111     |
| 16. |      | Wąbrzeźno             | wąbrzeski           | 12 968                            | 8,53               | 1520                          | Tomasz Zygnarowski     | 53°16′47″N 18°56′45″E/53,279722 18,945833     |
| 17. |      | Aleksandrów Kujawski  | aleksandrowski      | 11 470                            | 7,23               | 1586                          | Arkadiusz Gralak       | 52°52′35″N 18°41′36″E/52,876389 18,693333     |
| 18. |      | Golub-Dobrzyń         | golubsko-dobrzyński | 11 395                            | 7,50               | 1519                          | Mariusz Piątkowski     | 53°06′45″N 19°03′05″E/53,112500 19,051389     |
| 19. |      | Mogilno               | mogileński          | 11 052                            | 8,32               | 1328                          | Karol Nawrot           | 52°39′28″N 17°57′03″E/52,657778 17,950833     |
| 20. |      | Koronowo              | bydgoski            | 10 754                            | 28,18              | 381                           | Patryk Mikołajewski    | 53°18′52″N 17°56′14″E/53,314444 17,937222     |
| 21. |      | Ciechocinek           | aleksandrowski      | 10 214                            | 15,31              | 667                           | Jarosław Jucewicz      | 52°52′41″N 18°46′54″E/52,878056 18,781667     |
| 22. |      | Szubin                | nakielski           | 9405                              | 7,65               | 1229                          | Mariusz Piotrkowski    | 53°00′42″N 17°44′37″E/53,011667 17,743611     |
| 23. |      | Kruszwica             | inowrocławski       | 9131                              | 10,24              | 892                           | Dariusz Witczak        | 52°40′27″N 18°19′35″E/52,674167 18,326389     |
| 24. |      | Sępólno Krajeńskie    | sępoleński          | 8785                              | 6,56               | 1339                          | Waldemar Stupałkowski  | 53°27′15″N 17°32′00″E/53,454167 17,533333     |
| 25. |      | Janikowo              | inowrocławski       | 8186                              | 9,51               | 861                           | Andrzej Brzeziński     | 52°44′52″N 18°06′47″E/52,747778 18,113056     |
| 26. |      | Barcin                | żniński             | 6985                              | 3,70               | 1888                          | Michał Pęziak          | 52°51′50″N 17°56′50″E/52,863889 17,947222     |
| 27. |      | Gniewkowo             | inowrocławski       | 6685                              | 9,18               | 728                           | Adam Straszyński       | 52°53′42″N 18°24′23″E/52,895000 18,406389     |
| 28. |      | Więcbork              | sępoleński          | 5680                              | 4,31               | 1318                          | Waldemar Kuszewski     | 53°21′09″N 17°29′24″E/53,352500 17,490000     |
| 29. |      | Nowe                  | świecki             | 5429                              | 3,48               | 1560                          | Czesław Woliński       | 53°38′46″N 18°43′45″E/53,646111 18,729167     |
| 30. |      | Strzelno              | mogileński          | 5240                              | 4,46               | 1175                          | Dariusz Chudziński     | 52°37′48″N 18°10′23″E/52,630000 18,173056     |
| 31. |      | Pakość                | inowrocławski       | 5152                              | 3,44               | 1498                          | Zygmunt Groń           | 52°48′28″N 18°05′25″E/52,807778 18,090278     |
| 32. |      | Radziejów             | radziejowski        | 5081                              | 5,69               | 893                           | Sławomir Bykowski      | 52°37′26″N 18°31′42″E/52,623889 18,528333     |
| 33. |      | Brześć Kujawski       | włocławski          | 4544                              | 7,04               | 645                           | Tomasz Chymkowski      | 52°36′18″N 18°53′53″E/52,605000 18,898056     |
| 34. |      | Łabiszyn              | żniński             | 4391                              | 2,89               | 1519                          | Jacek Kaczmarek        | 52°57′11″N 17°55′10″E/52,953056 17,919444     |
| 35. |      | Kcynia                | nakielski           | 4241                              | 6,84               | 620                           | Marek Szaruga          | 52°59′37″N 17°29′12″E/52,993611 17,486667     |
| 36. |      | Piotrków Kujawski     | radziejowski        | 4217                              | 9,75               | 433                           | Sławomir Bogucki       | 52°33′04″N 18°29′57″E/52,551111 18,499167     |
| 37. |      | Mrocza                | nakielski           | 4137                              | 5,01               | 826                           | Leszek Klesiński       | 53°14′40″N 17°36′22″E/53,244444 17,606111     |
| 38. |      | Kowalewo Pomorskie    | golubsko-dobrzyński | 4062                              | 4,45               | 913                           | Jacek Żurawski         | 53°09′17″N 18°53′50″E/53,154722 18,897222     |
| 39. |      | Janowiec Wielkopolski | żniński             | 3699                              | 3,04               | 1217                          | Leszek Grzeczka        | 52°45′25″N 17°29′17″E/52,756944 17,488056     |
| 40. |      | Jabłonowo Pomorskie   | brodnicki           | 3650                              | 3,35               | 1090                          | Przemysław Górski      | 53°23′20″N 19°09′10″E/53,388889 19,152778     |
| 41. |      | Skępe                 | lipnowski           | 3433                              | 7,48               | 459                           | Piotr Wojciechowski    | 52°52′02″N 19°20′49″E/52,867222 19,346944     |
| 42. |      | Kowal                 | włocławski          | 3288                              | 4,68               | 703                           | Eugeniusz Gołembiewski | 52°31′57″N 19°08′42″E/52,532500 19,145000     |
| 43. |      | Łasin                 | grudziądzki         | 3058                              | 4,79               | 638                           | Rafał Kobylski         | 53°31′10″N 19°05′12″E/53,519444 19,086667     |
| 44. |      | Lubraniec             | włocławski          | 2716                              | 1,95               | 1393                          | Stanisław Budzyński    | 52°32′31″N 18°50′08″E/52,541944 18,835556     |
| 45. |      | Pruszcz               | świecki             | 2710                              | 7,06               | 384                           | Dariusz Wądołowski     | 53°19′47″N 18°11′55″E/53,329722 18,198611     |
| 46. |      | Izbica Kujawska       | włocławski          | 2456                              | 2,24               | 1096                          | Marek Dorabiała        | 52°25′10″N 18°45′37″E/52,419444 18,760278     |
| 47. |      | Kamień Krajeński      | sępoleński          | 2338                              | 3,65               | 641                           | Wojciech Głomski       | 53°32′00″N 17°31′10″E/53,533333 17,519444     |
| 48. |      | Kikół                 | lipnowski           | 1994                              | 4,00               | 497                           | Józef Predenkiewicz    | 52°55′00,1″N 19°07′00,1″E/52,916700 19,116700 |
| 49. |      | Dobrzyń nad Wisłą     | lipnowski           | 1983                              | 6,53               | 304                           | Piotr Wiśniewski       | 52°38′16″N 19°19′17″E/52,637778 19,321389     |
| 50. |      | Radzyń Chełmiński     | grudziądzki         | 1784                              | 1,78               | 1002                          | Krzysztof Chodubski    | 53°23′08″N 18°56′11″E/53,385556 18,936389     |
| 51. |      | Nieszawa              | aleksandrowski      | 1743                              | 9,77               | 178                           | Przemysław Jankowski   | 52°50′12″N 18°54′05″E/52,836667 18,901389     |
| 52. |      | Chodecz               | włocławski          | 1712                              | 1,90               | 901                           | Jarosław Grabczyński   | 52°24′19″N 19°01′42″E/52,405278 19,028333     |
| 53. |      | Gąsawa                | żniński             | 1406                              | 6,93               | 202,8                         | Błażej Łabędzki        | 52°46′00,1″N 17°45′00,0″E/52,766700 17,750000 |
| 54. |      | Górzno                | brodnicki           | 1388                              | 3,43               | 405                           | Tomasz Kinicki         | 53°11′54″N 19°38′40″E/53,198333 19,644444     |
| 55. |      | Lubień Kujawski       | włocławski          | 1332                              | 2,32               | 574                           | Marek Wiliński         | 52°24′17″N 19°09′53″E/52,404722 19,164722     |
| 56. |      | Bobrowniki            | lipnowski           | 1104                              | 5,88               | 187                           | Jarosław Poliwko       | 52°46′44,9″N 18°57′18,5″E/52,779131 18,955152 |